# Kromy (Orjol)
Kromy (russisch Кро́мы) ist eine Siedlung städtischen Typs und ehemalige Stadt in der Oblast Orjol in Russland mit 6733 Einwohnern (Stand 14. Oktober 2010).

## Geographie
Der Ort liegt etwa 35 km Luftlinie südwestlich des Oblastverwaltungszentrums Orjol am linken Ufer des linken Oka-Nebenflusses Kroma.
Kromy ist Verwaltungszentrum des Rajons Kromskoi sowie Sitz und einzige Ortschaft der Stadtgemeinde (gorodskoje posselenije) Kromy.

## Geschichte
Der Ort wurde erstmals für das Jahr 1147 urkundlich erwähnt. Im 15. Jahrhundert wurden Lokalfürsten von Kromy als Nebenlinie der Fürsten von Tschernigow genannt. Sie waren mit Litauen befreundet und unterwarfen sich auf ihrer Festung nicht Moskau. 1595 wurde in Kromy ein mit Kosaken besetzter Ostrog errichtet. 1778 erhielt der Ort die Stadtrechte als Verwaltungssitz eines Ujesds der Statthalterschaft, ab 1796 des Gouvernements Orjol.
Am 11. Februar 1924 wurde der Ujesd aufgelöst und Kromy verlor seine Stadtrechte und die Hälfte der Bevölkerung, wurde aber am 30. Juli 1928 wieder Verwaltungssitz eines neu geschaffenen, nach ihm benannten Rajons.
Im Zweiten Weltkrieg wurde der Ort am 2. Oktober 1941 von der deutschen Wehrmacht eingenommen und am 6. August 1943 im Rahmen der Orjoler Operation von der Roten Armee befreit.
Am 20. Dezember 1957 erhielt Kromy den Status einer Siedlung städtischen Typs.

### Bevölkerungsentwicklung
| Jahr | Einwohner |
| ---- | --------- |
| 1897 | 5586      |
| 1939 | 2190      |
| 1959 | 3167      |
| 1970 | 4831      |
| 1979 | 5834      |
| 1989 | 7082      |
| 2002 | 7194      |
| 2010 | 6733      |

Anmerkung: Volkszählungsdaten

## Verkehr
Kromy besitzt einen Bahnhof bei Kilometer 100 der 1975 eröffneten Eisenbahnstrecke Arbusowo (bei Dmitrijew-Lgowski) – Schelesnogorsk (Station Michailowski Rudnik) – Orjol.
Westlich wird die Siedlung weiträumig von der föderalen Fernstraße M2 Moskau – Belgorod – ukrainische Grenze Richtung Charkiw (zugleich Europastraße 95) umgangen. In südöstlicher Richtung zweigt dort eine Regionalstraße über Dmitrowsk und Komaritschi zur M3 in der benachbarten Oblast Brjansk ab.